# Remigia laxa
Remigia laxa là một loài bướm đêm trong họ Erebidae.